# Ulf Eriksson (Fußballspieler)
Ulf Eriksson (* 21. Februar 1958) ist ein ehemaliger schwedischer Fußballspieler.

## Laufbahn
Eriksson spielte für Hammarby IF in der Allsvenskan. Größter Erfolg war das Erreichen der Meisterschaftsendspiele gegen IFK Göteborg in der Spielzeit 1982. Nach einem 2:1-Auswärtserfolg im Hinspiel musste eine 1:3-Heimniederlage hingenommen werden. Erikssons Treffer zum 1:3 im Rückspiel war zu wenig.
1983 wechselte Eriksson zu Aris Thessaloniki nach Griechenland. Nach zwei Jahren im Ausland kehrte er jedoch nach Schweden zurück und heuerte erneut bei Hammarby IF an. Seine Karriere beendete er 1992 bei Huddinge IF.
Eriksson bestritt 34 Länderspiele für Schweden. Eine Teilnahme an einem großen Turnier blieb ihm verwehrt.
| Personendaten    | Personendaten               |
| ---------------- | --------------------------- |
| NAME             | Eriksson, Ulf               |
| KURZBESCHREIBUNG | schwedischer Fußballspieler |
| GEBURTSDATUM     | 21. Februar 1958            |